# Le Soulié
Le Soulié é uma comuna francesa na região administrativa de Occitânia, no departamento de Hérault. Estende-se por uma área de 40,44 km². Em 2010 a comuna tinha 129 habitantes (densidade: 3,2 hab./km²).

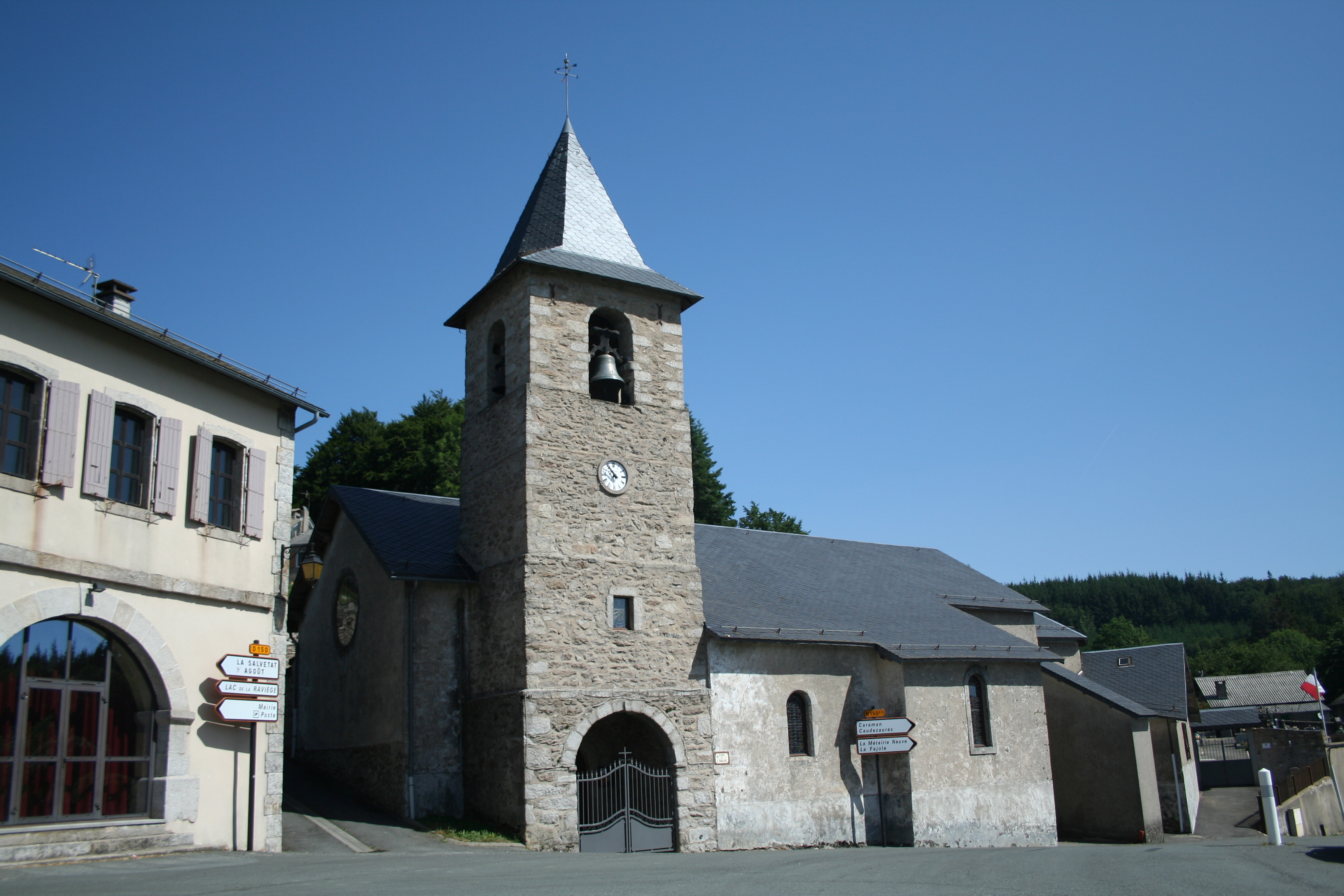
Igreja.